# Jerzy Bock
Jerzy Bock (Jerzy Buk, ur. 12 kwietnia 1621 w Komorznie pod Byczyną, zm. 19 listopada 1690 w Oleśnicy) – polski pisarz religijny, poeta, tłumacz oraz archidiakon oleśnicki.

## Życiorys
Pochodził z polskiej rodziny mieszczańskiej prawdopodobnie noszącej nazwisko Buk. Według badań Wincenta Ogrodzińskiego jego rodzina przybyła na Śląsk z Węgier. Jerzy Bock studiował na Węgrzech oraz w Królewcu. W roku 1646 był nauczycielem szkoły parafialnej w Namysłowie. Od 1650 sprawował funkcję pastora w Oleśnicy.

## Dzieła
Jerzy Bock był autorem poezji o charakterze religijnym, ód oraz epicediów.
- Przetłumaczył na język polski z języka niemieckiego, popularną na Śląsku księgę liturgiczną Heinricha Martina Eccarda zatytułowaną Ajenda to jest porządek kościołów ewangelickich księstwa oleśnickiego (1668)[3], w której umieścił własnego autorstwa rymowaną przedmowę oraz 6. napisanych przez siebie modlitw poetyckich,
- Nauka domowa na pamiątkę wesela... poemat dydaktyczny wydany w Oleśnicy w 1670 roku stanowiący wizerunek życia domowego na Śląsku[4],